# Moulin à marée du Birlot
Pour les articles homonymes, voir moulin à marée (homonymie).
Le moulin à marée du Birlot est un moulin à marée situé sur l'île de Bréhat, en Bretagne.

## Localisation
Le moulin se trouve sur la côte occidentale de l'île Sud de Bréhat.

## Fonctionnement
Sa spécificité réside dans l'alimentation en eau de mer du mécanisme. Il ne fonctionne pas directement avec le courant de marée qui actionnerait sa roue mais se sert néanmoins de celle-ci pour remplir l'étang qui lui sert de réserve d'eau. En fait, le moulin ne peut tourner si sa roue est immergée, l'inertie étant trop importante. En revanche, lorsque la mer est suffisamment descendue (mi-marée dans le cas du Birlot), la roue à aubes du moulin peut être alimentée en eau au moyen d'une vanne qui libère le flux nécessaire provenant de la réserve d'eau. Le moulin peut alors tourner 6 heures puisque la marée descend encore 3 heures et remonte 3 heures pour atteindre la roue. Cette opération peut avoir lieu deux fois par 24 heures, selon les besoins. Par rapport à un moulin à vent ou de rivière qui sont soumis aux aléas climatiques, l'intérêt d'un moulin à mer ou à marée est que l'énergie employée est constante et prévisible (un moulin de rivière peut manquer d'eau à la suite de l'assèchement de celle-ci lors d'une sécheresse, tandis qu'un moulin à vent peut avoir trop de vent ou pas assez).

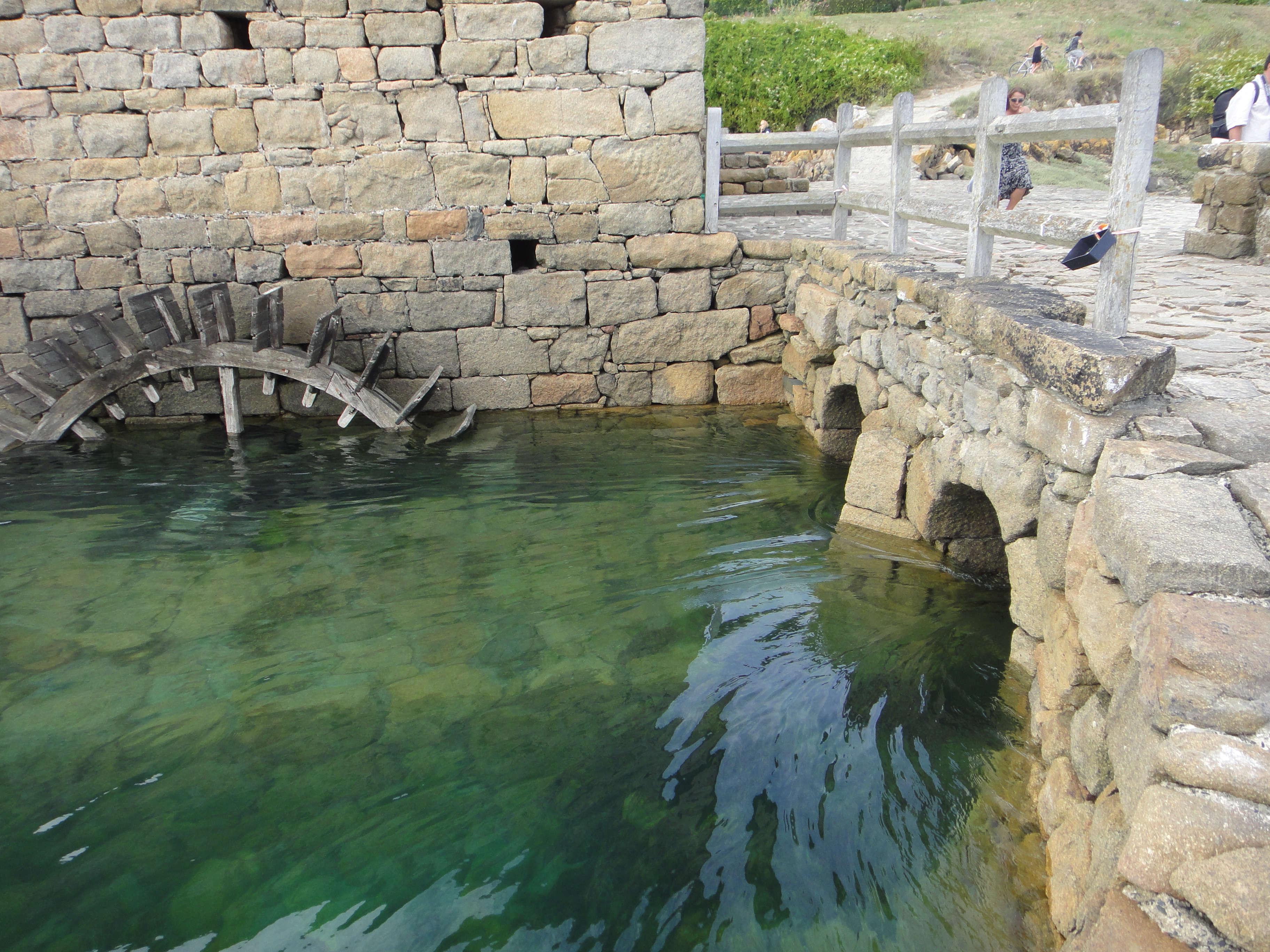
La marée monte : remplissage de l'étang, vu côté « mer ».
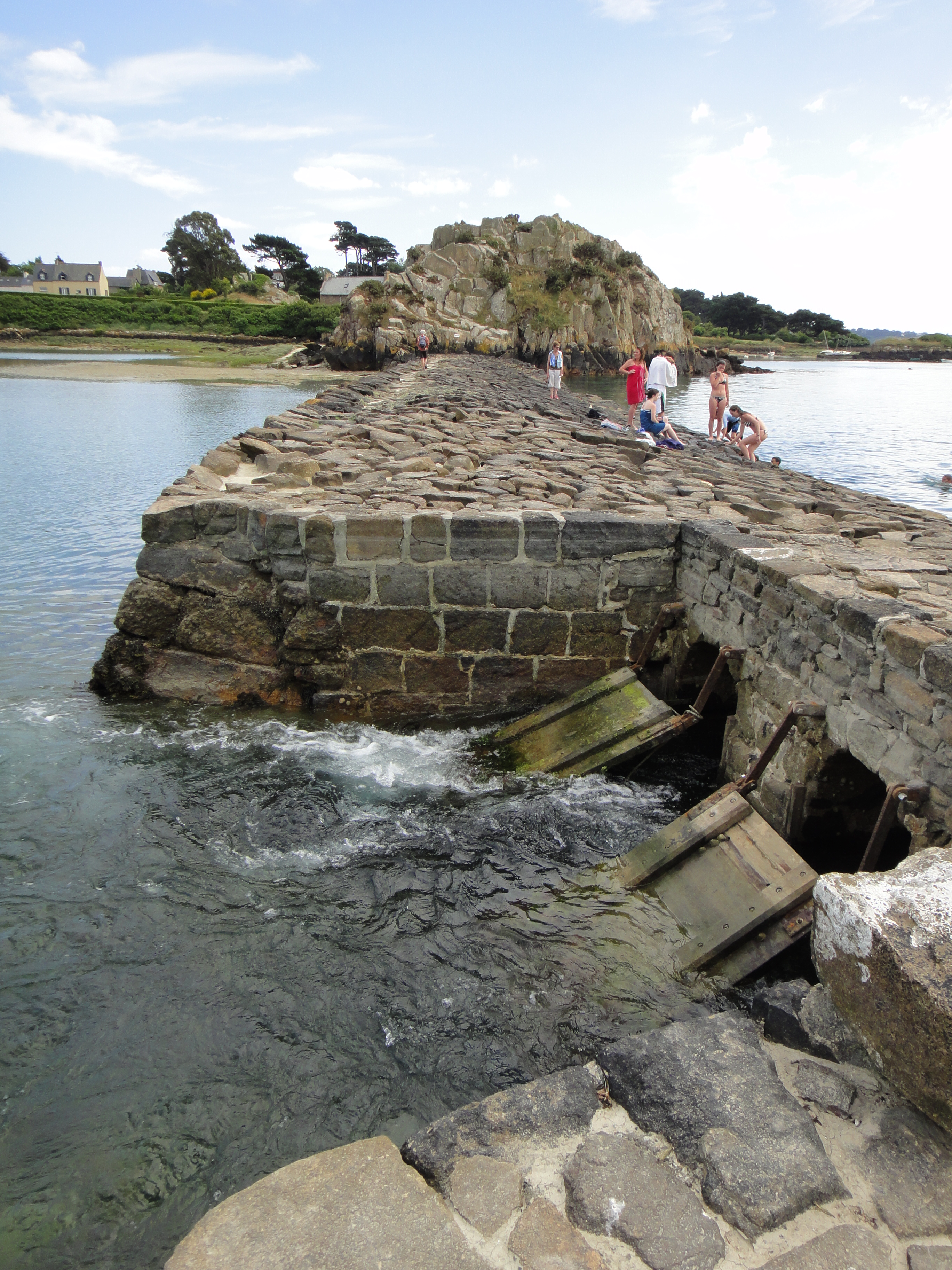
La marée monte : remplissage, vu côté « étang ».
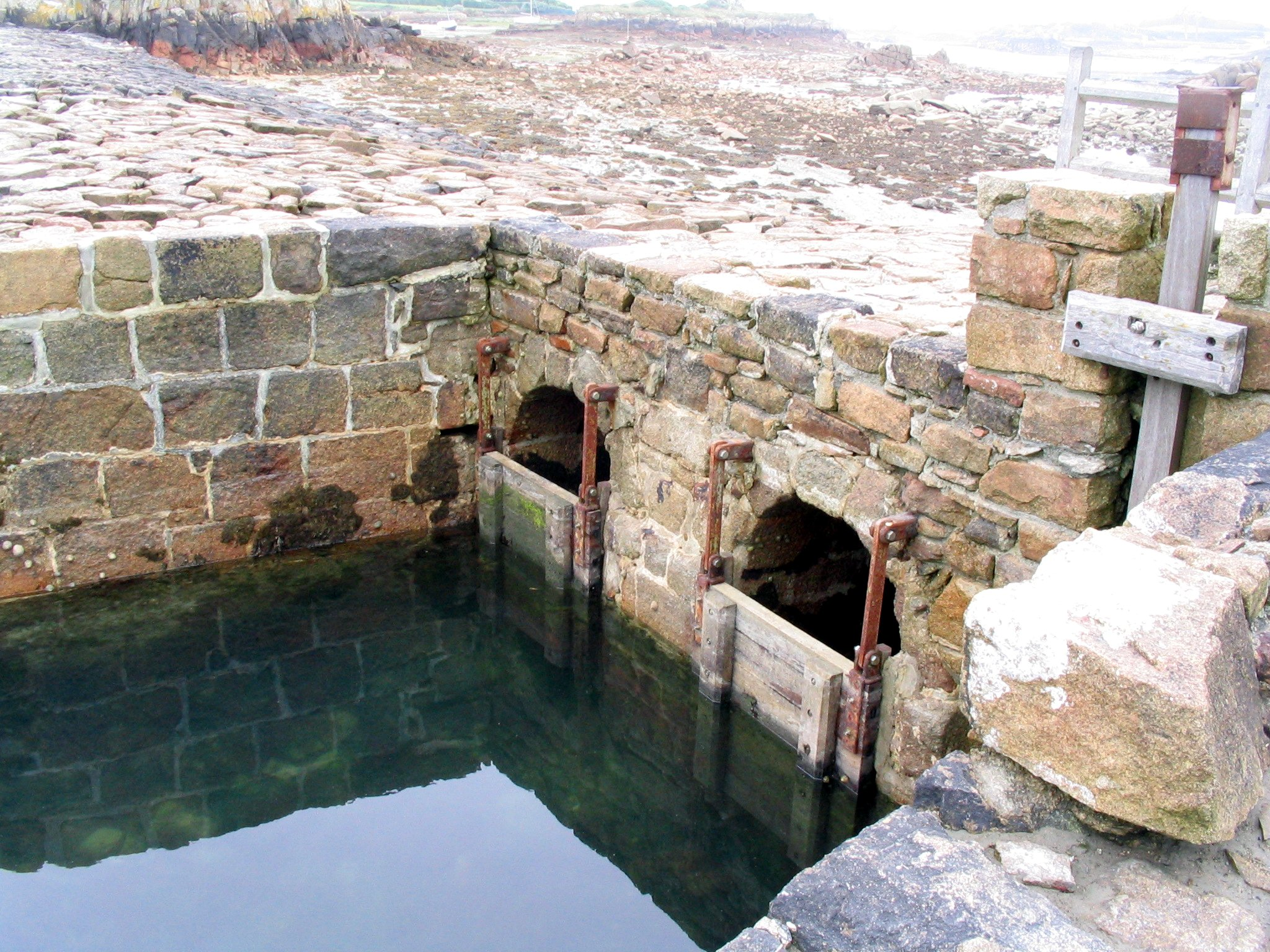
L'étang plein, les portes se referment par gravité.
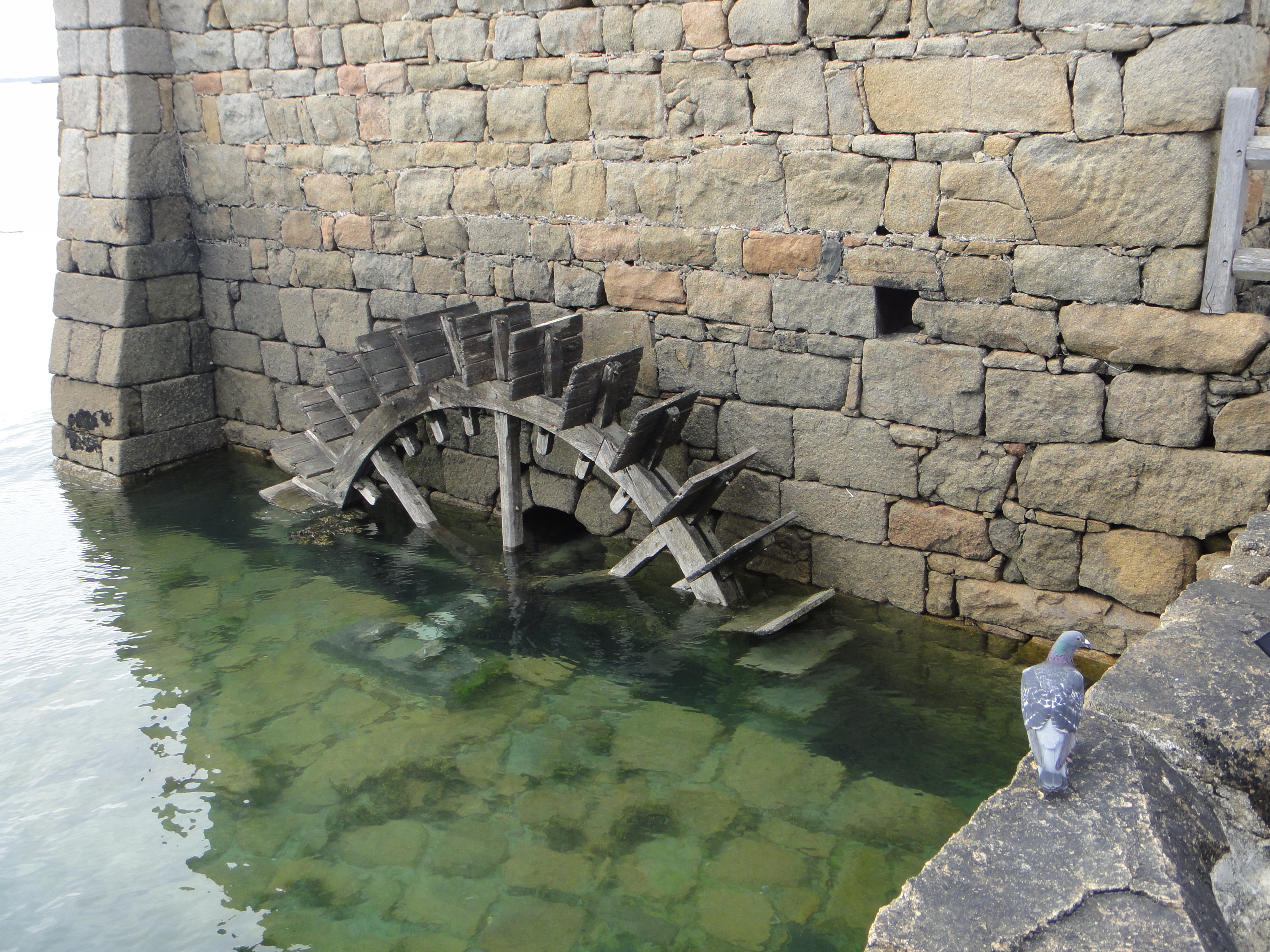
La roue, en attente de la baisse de l'eau.

## Historique

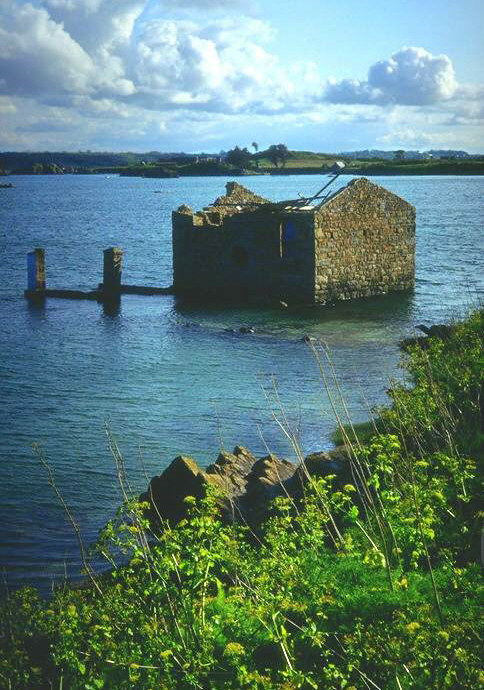
Le moulin en 1989.

Ce moulin a été construit de 1633 à 1638 par le sieur de Tanouarn sur ordre du Duc de Penthièvre, seigneur de Bréhat, sur le chenal de Kerpont. De gros travaux ont été réalisés en 1744, date que porte le linteau de la porte cintrée.
 
Il a produit de la farine jusqu'en 1920, date à laquelle un boulanger vient s'installer sur l'île. Ce dernier fait alors venir sa matière première du continent et produit un pain tellement apprécié par les bréhatins que le moulin n'est plus rentable, et cesse alors de tourner.
 
Abandonné, son toit de chaume s'est peu à peu dégradé. Un toit de fibrociment à deux pans l'a remplacé, mais ne résistera pas à la tempête de 1987. La commune rachète le moulin en 1990 et procède aux premiers travaux de sauvegarde des murs.
 
L'« Association du moulin du Birlot » est créée en 1994 pour trouver les fonds et mener les travaux de restauration. Le toit, les portes, fenêtres et planchers sont réalisés la même année, grâce au mécénat des assurances Société Suisse et Suravenir (Crédit mutuel de Bretagne). Un nouveau mécanisme a été construit et mis en place.

## Panoramiques

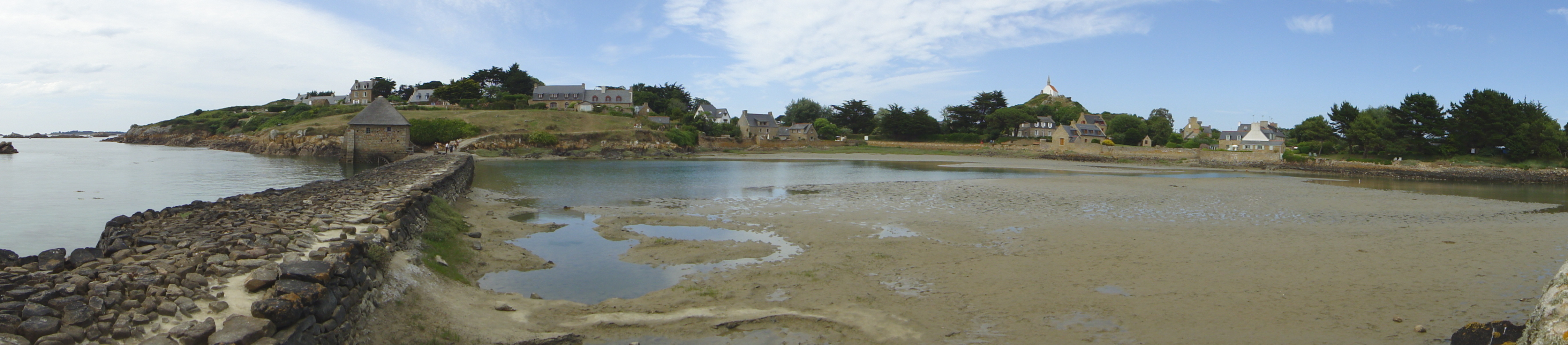
La marée monte, l'eau entre de l'océan (à gauche) dans l'étang.

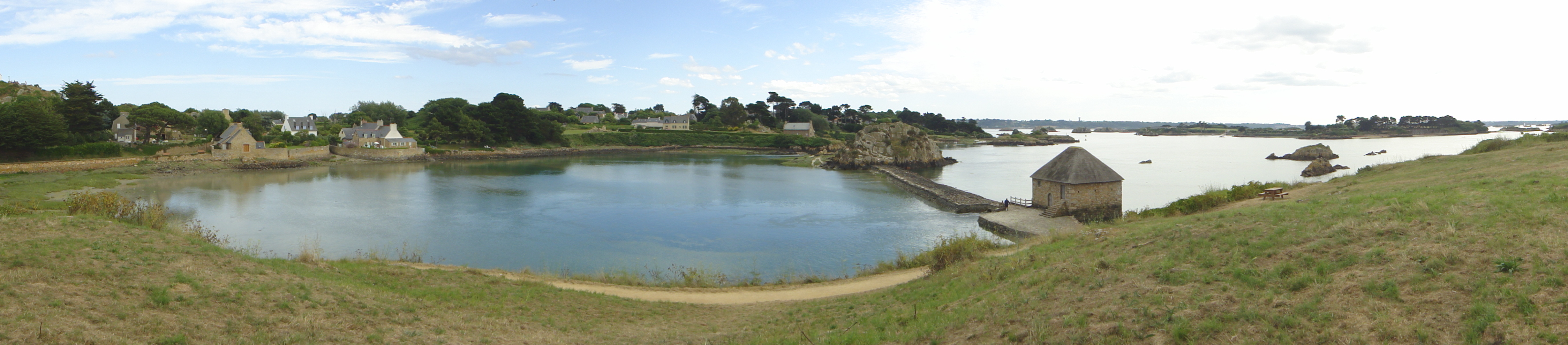
L'étang presque plein.